# Perdita missionis
Perdita missionis är en biart som beskrevs av Timberlake 1958. Perdita missionis ingår i släktet Perdita och familjen grävbin. Inga underarter finns listade i Catalogue of Life.